# آگوست ارکر
آگوست ارکر (انگلیسی: August Erker; ۲۴ اکتبر ۱۸۷۹ – ۲۹ نوامبر ۱۹۵۱) قایقران روئینگ اهل ایالات متحده آمریکا بود.